# VAIO
VAIO（バイオ）は、PC/AT互換機に準拠しWindowsを搭載したパーソナルコンピュータのシリーズブランドである。シリーズとして、デスクトップ型、ノート型、PDA型（タブレット、ネットブック）が販売された。
ソニーが1996年から2014年6月まで販売し、2014年7月からは切り離されVAIO株式会社に移管されている。また、登録商標もソニー株式会社からVAIO株式会社に移管されている。

## 概要
由来は「Video Audio Integrated Operation」の頭字語とされ、AV機能を重視している。2008年7月には「Visual Audio Intelligent Organizer」とバクロニムされた。また「VAIO」のネーミングおよびロゴデザインは後藤禎祐によるものである。
なお、ロゴの意匠のうち「VA」は正弦波でアナログを、「IO」は1と0でデジタルを意味しており、「アナログとデジタルの融合」というスローガンを掲げている。さらに、ノートパソコンの起動時に再生されるサウンドは、プッシュホンの文字対応（w:Telephone keypad#Letter mapping）で「V」「A」「I」「O」を押下したときのDTMF音をモチーフとしている。

## 特徴
ソニーは1980年代に展開していた家庭向けパソコン「HiTBiT」を撤退させていた（それ以前にはソニーはワークステーション「NEWS」を展開していた）ため、VAIOは二度目の家庭用パソコン事業のブランドとなる。そのため、PC市場への再参入にあたり当時のソニー社長である出井伸之は「普通のパソコンではソニーが作る意味がない」と考えていた。そのため、VAIOシリーズでは以下のように他社製品との差別化が図られてきた。

### AVエクスペリエンスの重視
ソニーは元々、放送分野などの業務用機器に強いメーカーであり、ブランド名「VAIO」の意味の通りAV機能を重視した製品を目指した。そのため、初代VAIOとしてAV編集に必要なスペックを持ったデスクトップ機「PCV-T700MR」を投入している。ただし、自作パソコンと他社製AV関係機器の組み合わせに対して「圧倒的に優れていた」わけではなく、当初は後段のモバイルパソコンとしての特徴の方が目立っていたとの声もある。
その後、1999年に誕生した「VAIO R」シリーズは「テレビ録画パソコン」の先駆けと言われる。事務処理向けの「道具」としての側面が強かったパソコンに新たな道を開いたという意味で、VAIOはPC市場に新たな流れをもたらしたとされる。

### モバイルとデザイン

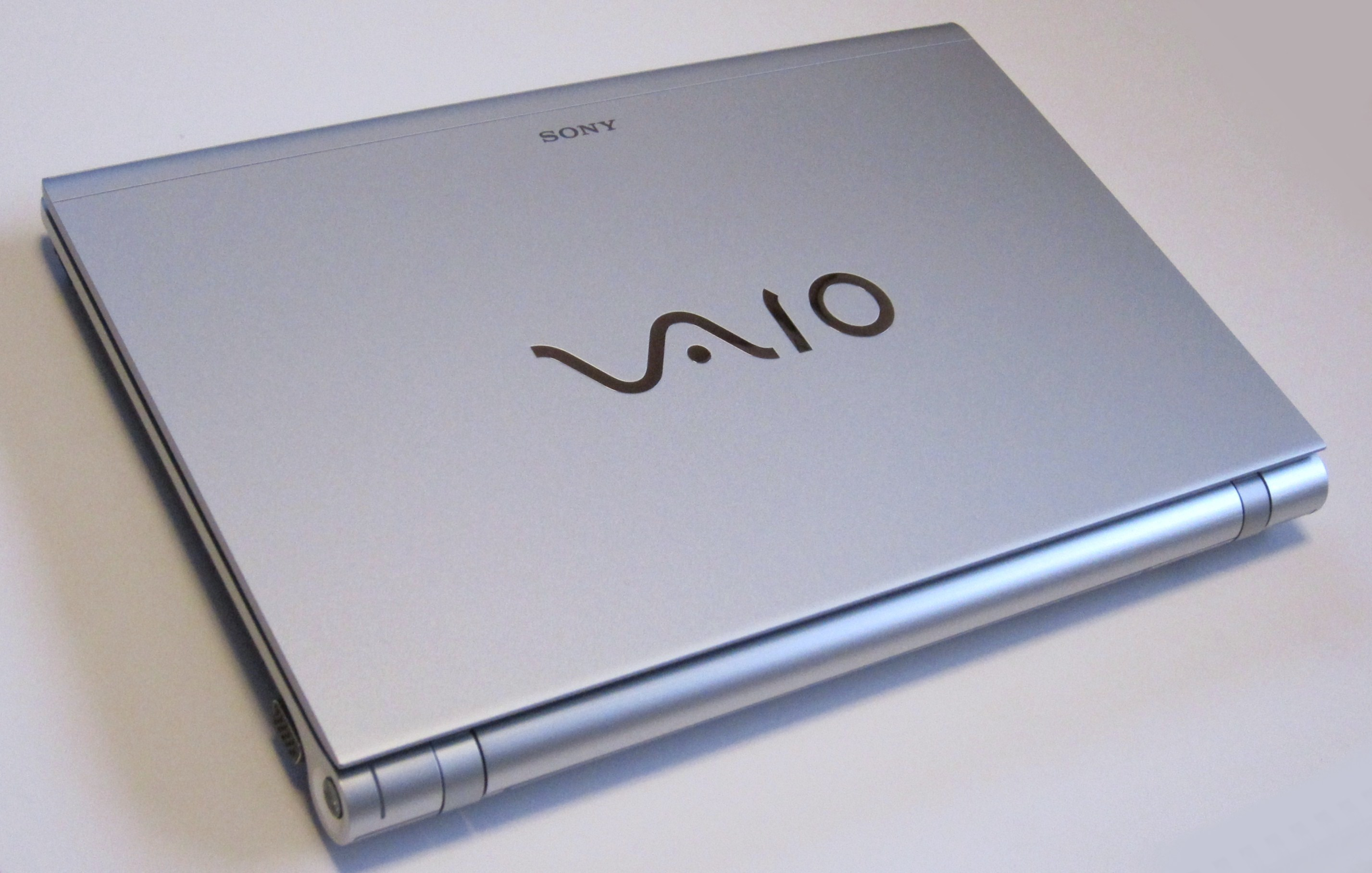
VAIOは目立つ位置に大きくロゴがあしらわれている（VAIO VPCZ119FJ/S）

1997年に登場したノートPC「VAIO NOTE 505(PCG-505)」以降、VAIOといえば軽量・薄型のモバイルノートパソコンというイメージが定着した。また、ただ単に軽くて薄いというだけでなく、マグネシウム合金を用いたバイオレットカラーのデザインは、圧倒的な存在感も生み出した。当時のPCの筐体は白もしくは黒・グレー系の色で占められていたが、VAIOでは意図的にバイオレット（紫色）を用いた。理由には、「バイオ」という愛称の語感を"violet（＝菫色）"と関連付けて名前と製品の特徴を覚えてもらうことと、基本機能では差別化が困難だったPC市場にあって、売り場で目立つようにすることが狙いだったともいわれる。この特徴的なデザインは、パソコン業界でVAIOというブランドが確立される足がかりとなった。
また、VAIOが「デザインでの差別化」で成功したことは他社製品にも影響を与え、それまでは「傷が目立つ」「傷がつきにくい強度の確保が必要となりコストが高くなる」といった理由で地味な色使いが多かったノートパソコンのデザイントレンドに変化をもたらし、いわゆる「銀パソ」が広まるきっかけとなった。その後のバイオノートC1（1998年）やUシリーズ・type U（2002年-2008年）、type P（2009年）はその小型さが、バイオC1・バイオノートGT・NVシリーズ（2000年-2002年）は、今まで無かったPCの利用法をそれぞれ実験的に提案するエポックメイキングとなった。デスクトップモデルでは2000年から展開された液晶モニタと本体一体型のLシリーズ（バイオLX→type L）・Jシリーズや、MDドライブを内蔵したバイオMX、円柱型のテレビサイドPC TP1など独創的なデザインのモデルで他社製品と差別化していた。

### その他
フラッシュメモリーのメモリーカードスロットとして、1999年から殆どの機種で自社規格メモリースティックのスロットを内蔵してきた。2005年に登場した「VAIO type T」でメモリースティック・SDメモリーカード兼用リーダーを内蔵し、2013年に登場した「VAIO Fit」よりメモリースティック非対応となった。
富士通・レノボNEC（NECパーソナルコンピュータ・旧IBM）・コンパック（現ヒューレット・パッカード）のようにOA業務用途のビジネス向けデスクトップPCでシェアを握るメーカーとは対照的に、ソニーではNEWSの終息以降、ベーシックな性能のみが求められコスト競争も厳しいビジネス向けパソコンには消極的だった。しかしパナソニックのLet's noteなどビジネスユースのノートパソコンがシェアを伸ばしたこともあり、2004年10月にVAIOの特徴であるエンターテインメント系ソフトウェアを排除し、本体カラーをVAIO初のブラックとした14.1インチ液晶ノートのtype B（後のBシリーズ）を発売。それ以外のVAIOも法人向けモデルの販売をソニースタイルやソニーショップで開始した。2007年にはボディの耐久性を重視したB5サイズノートのtype G（後のGシリーズ）を発売し、以後ビジネスユースモデルとして展開されたが2010年春モデルで終息した。
2005年にVAIO事業部門の再構築に伴い、オーナーメイドモデルと市販品のうちハイエンドシリーズ機種の製造およびVAIO製品群の開発拠点は長野県安曇野市にあるソニーイーエムシーエス長野（安曇野）テックに置かれるようになり、市販モデルのハイエンドではない機種は、台湾の鴻海精密工業の中国にある工場でEMS製造されるようになる。
初期のモデルではシステムが不安定であるとの評判もあった。これは、PC事業に再参入したソニー側の開発ノウハウ不足により、OS（Windows）のシステムリソース不足を原因にしている。Windows XPからリソース管理が改善されたこともあり、現在では問題は起きにくくなった。
当初はMicrosoft Officeがミドルレンジ以外のモデルではプリインストールされない傾向があったが、Windows XP以降に発売された店頭販売モデルでは、Microsoft Officeのプリインストールモデルが一部の廉価機種を除いて定着化した。
同程度のスペックを備えた他社製PCよりも高価格であってもデザイン性から好んで用いるユーザーもいる。

### ラインアップ
現行並びに過去に発売されたシリーズについては、VAIOの機種一覧を参照のこと。

## 人気と販売数
強力なAV機能と個性的なデザインを採り入れたVAIOは大きなブランドを確立した。日経BPが毎年行っている「パソコン満足度ランキング」では、PCブランドを対象とする調査で継続的にトップの認知度を有している。VAIOノートを中心に熱狂的とも言える支持をあつめ、日本のみならずヨーロッパや韓国でも高い人気があった。
VAIOシリーズの出荷台数は、1999年度に約140万台、2004年度に330万台、2009年度に680万台と徐々に増加し、過去最高となった2010年度は870万台となった。ただしこれは、他の大手PCメーカーと比較すると出荷台数は圧倒的に少なく、2010年の最高台数で比較しても、法人市場でデスクトップPCのシェアを握るレノボやヒューレット・パッカードなどの世界的大手メーカーの1/6程度とされる。
2009年にはVAIOブランドを活かし、新興国市場向けに低価格のネットブックを投入するなど、2000年代後半には個性よりも出荷ボリュームを増やす戦略を進めたが、単にブランド力を失墜させる結果に終わった。2011年度には新興国市場での拡大を見込んで1,000万台の出荷を目指したものの840万台に留まり、大幅な減収減益となった。その後も出荷台数の減少は止まらず、2013年度の年間見通しは580万台であり、低価格モデルが増えていたこともあってVAIO事業は赤字が続いており、ソニー本体の経営に影響を及ぼしていた。

## 歴史

### 第一世代 VAIO

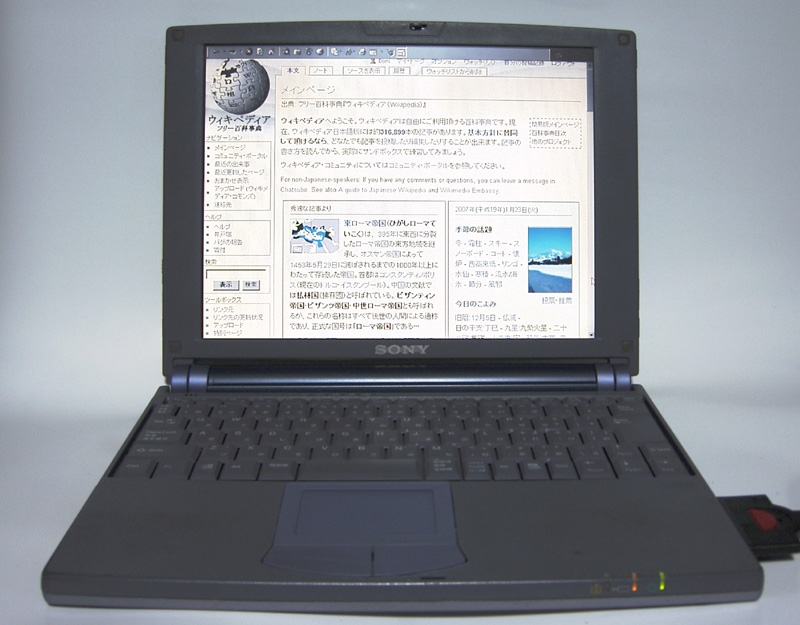
VAIO 505GX

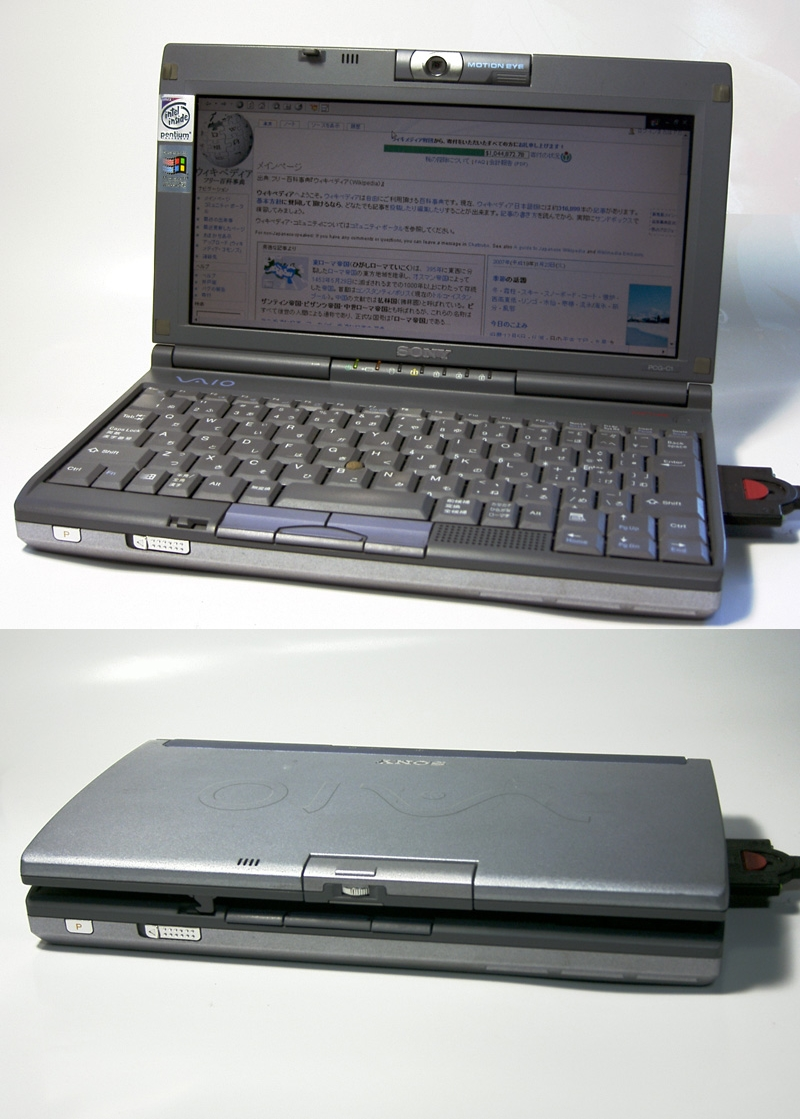
初代VAIO C1

日本でのVAIOの一号機は、1997年7月に発売されたタワー型のデスクトップPC「バイオマイクロタワーPCV-T700MR」である。なお、この機種は1996年に米国で先行発売されている。単体でも高価格なデバイスだったビデオキャプチャ(テレビチューナー付き)MPEG-1エンコーダ/デコーダとCD-Rドライブを搭載し、ビデオ入力端子によるアナログキャプチャとビデオCDの作成が可能である。当時のPCでは最高レベルのスペックを搭載しており、販売価格は40万円前後である。
1997年11月に発売された初代VAIO NOTE 505(PCG-505)は、筐体を銀色と薄紫色の二色で塗り分けた、薄型のB5サイズモバイルノートである。ただし、VAIO NOTE 505は最初の薄型ノートではなく、1995年に発売された、DEC（現：ヒューレット・パッカード）のDigital HiNote Ultraの方が先行している。
なお、ノートパソコンについて、ソニーは「バイオノート（VAIONOTE）」と「バイオ（VAIO）」とでは区別して称していた。バイオノートとする場合は通常のノートパソコンとして使用することを想定し、バイオとする場合は「カタチにとらわれない使い方を」としていた。
デスクトップ製品ではAV機器としての機能を追求し、i.LINK端子の搭載によるDVビデオカメラの動画編集や、1999年にマイクロタワー系統の「バイオR」で本格的なテレビチューナキャプチャーボードと操作ソフトのGiga Pocketを搭載し、いち早くビデオパソコンとして売り出した。一方、高価格の要因であるビデオキャプチャやスペックを落としたエントリーモデルの「VAIO J」や、液晶ディスプレイを用いて省スペース化を図った「VAIO L」を発売している。
日本発売5周年となる2002年6月には、ノートPCのパーツを用いた薄型の液晶・本体・キーボード一体型のデスクトップPC「VAIO W」を発売し、持ち運びできるデスクトップPCを提案した。
製品型番はデスクトップ製品がPCV-、ノートブック製品がPCG-である。

### 第二世代 VAIO
2004年5月の夏モデル発表時、ソニーはVAIOというブランドの第一段階は終えたとして、それまでの「まず目的があって、それをVAIOを用いて達成する」という位置づけから「様々な目的のためにVAIO自身が変化していく、VAIOする」というコンセプトへ変えた。これが、第二世代「Do VAIO」である。
第二世代の製品の特徴としてはまずイメージカラーの変更が挙げられる。バイオのイメージとしてはバイオレットシルバーが基調だったのに対し、この製品群のテーマカラーは黒である。それと同時に、今まで分散して搭載されていたテレビ視聴やDVD再生などのソフトウェアは、その各機能をまとめたアプリケーションとなり、Do VAIOとして搭載された。モデルのシリーズ名としてそれまでの「バイオXX」から「type XX」に変更され、製品型番はデスクトップ製品がVGC-、ノートブック製品がVGN-へと一新されている。
前世代末期の2004年春モデル（1月発売）とはラインナップに大きな変化が見受けられた。デスクトップマシンでは、本体液晶一体型のアナログテレビチューナー搭載のテレビパソコンとして使えるtype V、バイオWの実質的な後継機種のtype M、ハイスペックなタワー型のデスクトップPCのtype R、デジタルチューナ内蔵によるテレビ番組の長時間連続録画機能に重点を置き、ハイビジョンテレビとの接続にも対応としたtype Xなどが順次発売。ノートブックマシンでは、バイオノート505 EXTREMEの後継モデルとして、液晶天板に東レ製のカーボンを用いるなどして同機種よりもさらに軽量化（約780g）を実現したtype 505 EXTREMEシリーズ（後にアップルが着目しMacBook Airへ繋がった可能性を指摘する声もある）や、type Rをノートマシン化させたようにも見える高スペックなB4サイズのtype A、バイオTRを継承したB5ワイド液晶のtype Tや、A4ノートPCのエントリーモデルとされたtype E及びtype Kなどが発売された。また、それまではホームユーザーを主な利用層としていたVAIOを、法人分野の業務用途に向けてカスタマイズされたモデルの展開が開始された。
2005年には、当時のデルがBTO方式で勢力を伸ばしていたのと同等に、ソニースタイルを利用する直販あるいは一部の家電量販店に置いたリアルサイト双方からCTOによる受注生産で販売を行う「VAIOオーナーメイド」の取り扱いを日本の大手メーカーとして初めて開始した。
2006年にはIntel Coreプロセッサーを搭載した新系統モデルが発表され、2つのGPUを用途に応じて切り替え可能なハイブリッドグラフィックス機能とExpressCardスロットをVAIOで初めて搭載したパワーユーザー向けのtype Sと、マグネシウム合金を用いて軽量化したtype SZ、ワンセグチューナーを内蔵し本体HDDに録画も可能なtype Tなどが発売された。これらはオーナーメイドモデルに限って液晶天板をtype505 EXTREMEよりも材質が進化したプレミアムカーボンによるものが選択できる。HDV方式で撮影・録画された動画編集にも耐えうるハイスペックを誇るセパレート（本体・ディスプレイ分離）型のデスクトップマシンtype R masterは、ディスプレイ同梱版で実売価格40万円程度と、前代のマイクロタワーやRX並の高価格モデルとして売り出された。
同年の夏・秋冬モデルはIntel Core 2プロセッサーが登場し、2007年春モデルはWindows Vistaへの更新に伴いラインナップが短サイクルで一新されたが、type Tと同等の性能を文庫本大サイズで実現するとともに、指紋認証やBluetooth・無線LANを搭載し、SSDドライブでのゼロスピンドル化にも対応した（オーナーメイドの場合）type Uが注目を浴びた。またLet's noteに対抗した軽量で丈夫なビジネスモバイルマシンとしてtype Gが発売されている。
第二世代VAIOのCPUはほぼインテル製で、AMD製は2004年発売機種で極稀にしか存在しない。

### 第三世代 VAIO

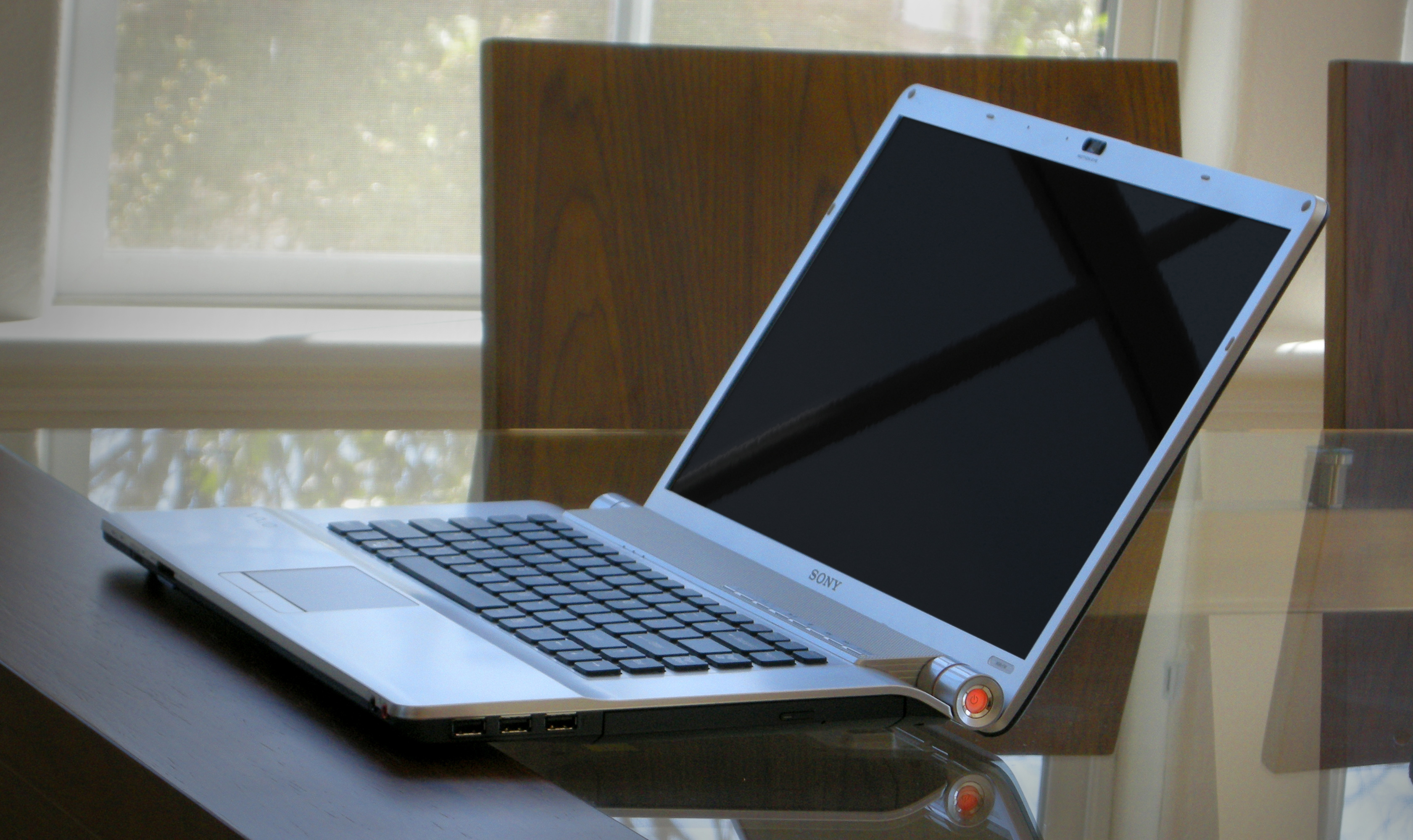
VAIO type FW（2009年10月発売）

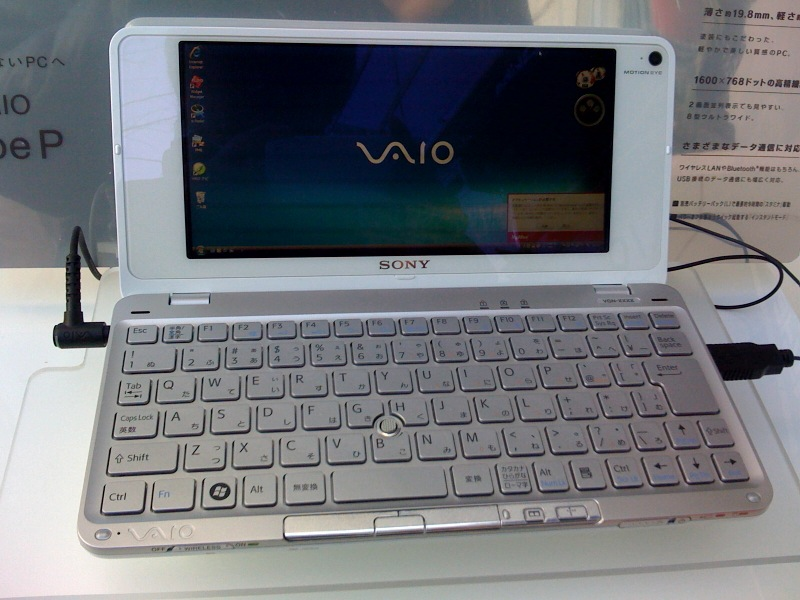
VAIO type P（2009年10月発売）

2007年5月16日の決算発表会で、PC用ディスプレイと標準型デスクトップの終息が発表された。今後は付加価値があり差別化が図れるtype R Masterやtype X Living、もしくはTV side PC TP1（以上生産終了済）、フルハイビジョン映像の編集や高解像度画像のフォトレタッチに耐えうるハイスペックなCPU（Intel Core 2）・GPUに大型ワイド液晶を搭載したノートタイプのtype Aとtype F、かつてのtype VやバイオWの本体液晶一体型のテレパソを継承しつつも「ボードPC」として一定の可搬性を持たせたtype LなどのAV志向の強い製品に注力していった。実際に、第二世代VAIOでの中心コンセプトとされた「Do VAIO」はなくなるなど、第二世代VAIOとは違った展開を見せている。
2007年5月17日には、VAIO国内販売10周年記念としてtype Tの新型で、VGN-TXの後継となるVGN-TZ系統の製品が発表。2008年秋モデルではそれまでメインストリーム的なモバイルノートだったtype SZが終息し、北米市場で先行発表されていたtype Zが発売された。
2008年に廉価なネットブックで海外メーカーが隆起すると、価格崩壊を懸念したため同分野の機種発売には消極的であると報じられていた時期もあったが、2009年1月に一般的なネットブックより小型かつ高解像度でIntel Atomプロセッサーを用いた「type P」を発表。それまでのtype Uシリーズよりも大幅に廉価な10万円以下の実勢価格で売り出された。同シリーズは『ポケットスタイルPC』と提唱し、ジーパンの尻ポケットに本体を差し込んで歩く広告が制作されている。さらに、他社のネットブックと同程度のスペックながらVAIOソフトウェアを搭載したエントリーユーザー向けの「VAIOネットブック『Wシリーズ』」が8月に発売。10月のWindows 7の発売時期には「type 505 EXTRIME」や「type P」を凌ぐ薄さと長時間稼働を10万円前後の実勢価格で実現した「VAIO Xシリーズ」が発売された。これらモデルより、シリーズ名称が「type XX」から「XXシリーズ」となる。また、一部のシリーズから品番が新しくなり、ボードPC・ノートPCを問わずすべて"VPC"から始まり、ハイフンがなくなった。
2010年1月発売の春モデルより、シリーズ名が「XXシリーズ」となる。新系統のモデルとして、NシリーズとFシリーズの中間レベルのB4ワイドノート「Eシリーズ」と、Sシリーズとほぼ同等の外観ながら光学ドライブを省いて（1スピンドル）省電力化を徹底した「Yシリーズ」、先代のtype Zのスペックをより昇華した「Zシリーズ」が注目されている。
2010年7月発売の夏モデルでは「Eシリーズ」のEE系列にAMD Athlon II デュアルコアプロセッサを搭載。VAIOがAMD社製のCPUを搭載するのは第3世代では初、歴代世代でも数年ぶりの採用となった。
2012年6月発売の夏モデルより品番が一新され、「Jシリーズ」を除く全モデルで"SV"から始まるようになった。また、VAIO初のUltrabookである「Tシリーズ」が新設された。「Tシリーズ」自体は2010年春の販売終了以来、約2年ぶりに復活した。

## VAIOオーナーメード
ソニーは2005年より、直販サイト「ソニーストア」や一部の量販店でのカウンターでオーダーメイド (Built To Order, BTO) での注文を受け付けるようになった。ソニーではこのサービスをVAIO・OWNER・MADE（VAIOオーナーメード）と呼んでいる。CPUやメモリ、ハードディスクドライブなどといったハードウェア仕様から、プリインストールされるソフトウェア
、その他周辺機器など自由にカスタマイズできる。また、type Sのプレミアムバージョンやtype Uのゼロスピンドルモデルなどのオーナーメイド限定の製品や構成もある。オーナーメード製品にはメーカーから購入者に宛てた事業本部長の署名入りのメッセージカード（印刷によるもの）が同梱されている。

## リコール
- VAIOオーダーメイドモデルを除く2010年春モデルでの店舗市販用のSシリーズ機種は、EMS (製造業)によって中国で製造された。しかし、本体銘板部分のステッカーは「MADE IN CHINA」ではなく、原産国表示を事実と異なる「MADE IN JAPAN」としていた[15]。
- ソニーのVAIOとしては最終製品となるVAIO Fit 11Aの一部機種に、本体内蔵型バッテリーパックの製造上の不具合により本体を焼損させる虞があるため、該当品を交換修理するまでは使用を中止するようと2014年3月に告知された。これによる事故が全世界で4件発生（2014年4月23日時点）しているという。購入者には同年5月1日から7月31日の間に対応窓口へ電話連絡するよう呼びかけている[16]。